# داگبول
داگبول (به آلمانی: Dagebüll) یک شهر در آلمان است که در نوردفرایسلند واقع شده‌است. داگبول ۹۳۹ نفر جمعیت دارد.